# Діти Дон Кіхота
«Діти Дон Кіхота» (рос. «Дети Дон Кихота») — радянський художній фільм 1965 року, знятий на кіностудії «Мосфільм».

## Сюжет
Радянське подружжя лікарів-батьків і троє синів: старший Віктор — молодий художник; середній Дмитро — студент, росте і шукає любов; молодший Юрій — школяр, життя для нього — це темний зал кінотеатру зі своїм другом-однокласником замість школи. Середній вирішує одружитися, молодший збирається бігти в Африку звільняти пригноблених негрів, старший вирішує, що він бездарний, і шукає вихід з тривалої творчої кризи. Батько сімейства Петро Бондаренко — акушер-гінеколог в пологовому будинку. Його життєвий принцип — якщо можеш чимось допомогти людям, це потрібно робити, не чекаючи нагороди, не слухаючи злостивців і насмішників. У фіналі фільму лікар усиновляє залишеного в його пологовому будинку хлопчика, і тут глядач розуміє, що всі його три сини теж усиновлені. Вони — діти колишніх пацієнток Бондаренка, які відмовилися від дитини, а він не зміг їх переконати не робити цієї фатальної помилки і тому прийняв моральну відповідальність за долю дітей на себе.

## У ролях
- Анатолій Папанов — Петро Бондаренко, акушер-гінеколог
- Віра Орлова — Віра Петрівна Бондаренко, пластичний хірург
- Володимир Коренєв — Віктор Бондаренко, старший син, художник
- Лев Пригунов — Діма Бондаренко, середній син, студент педінституту
- Андрій Бєльянінов — Юра Бондаренко, молодший син, школяр (деякі епізоди озвучує Марія Виноградова)
- Наталія Фатєєва — Марина Миколаївна, директор кінотеатру, таємна любов Віктора Бондаренка
- Микола Парфьонов — Афанасій Петрович, головбух кінотеатру
- Наталія Сєдих — Мотя, наречена середнього сина
- Наталія Зоріна — Валя, сусідка і однокурсниця Діми Бондаренка
- Зоя Василькова — Зоя Миколаївна, мати Валі і Юриного друга Андрійка
- Валентина Березуцька — Марія Іванівна, медсестра
- Валентина Ананьїна — мама

## Знімальна група
- Автор сценарію:  Ніна Фоміна
- Режисер-постановник:  Євген Карелов
- Головний оператор:  Еміль Гулідов
- Головний художник:  Ірина Шретер
- Художник по костюму:  Валентин Перельотов
- Композитор:  Георгій Фіртич
- Текст пісень:  Віктор Орлов
- Пісню „Смішно“ виконують Стахан Рахімов та Алла Йошпе
- Звукооператор: Раїса Маргачова